# Егерский лейб-гвардии полк
Лейб-гва́рдии Е́герский полк — гвардейский пехотный полк русской армии.
Так как для действий на пересечённой местности необходимы были не стройные сомкнутые ряды, а формирования из метких стрелков, способных действовать поодиночке или мелкими группами, то в русской армии по европейскому образцу были созданы подразделения лёгкой пехоты (стрелковые войска). «Гренадеры и мушкетёры рвут на штыках, — говорил А. В. Суворов, — а стреляют егеря».

## История

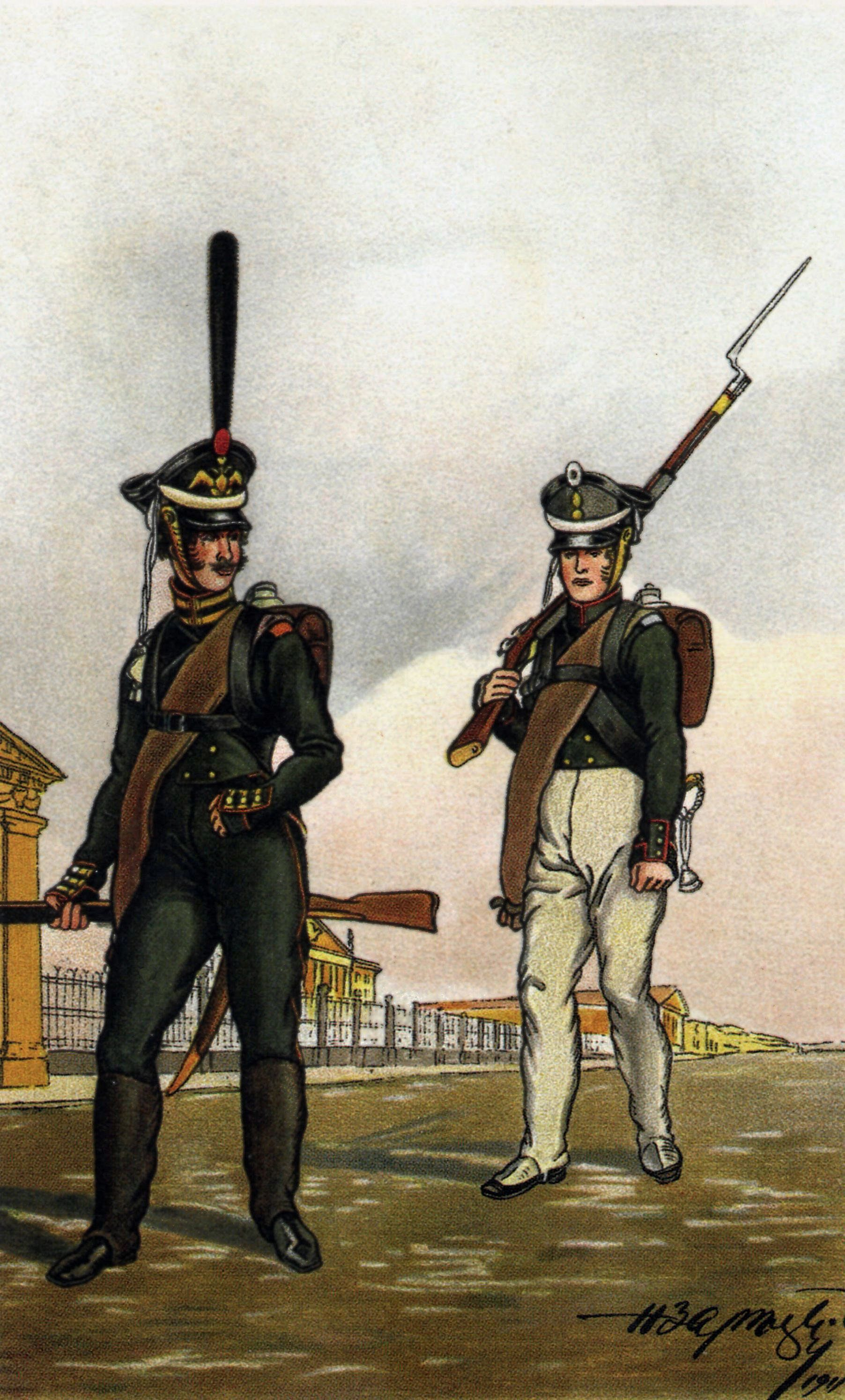
Карабинер лейб-гвардии Егерского полка (зимняя форма одежды, слева) и егерь 14-го егерского полка (летняя форма одежды), 1812 год

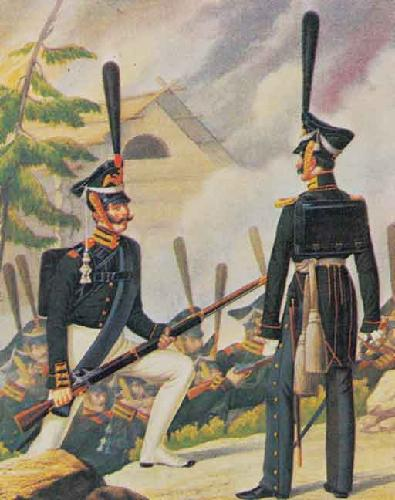
Чины лейб-гвардии Егерского полка. Раскрашенная гравюра Петровского по оригиналу Губарева. Середина XIX в.

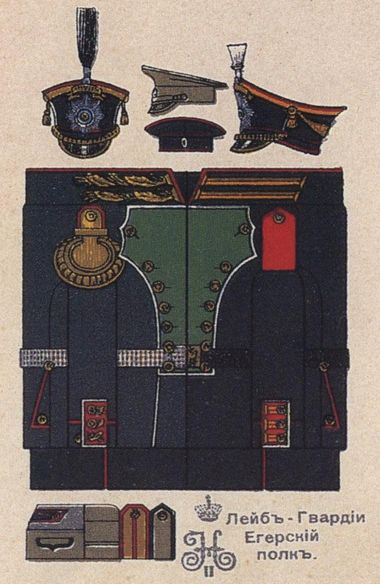
Парадная форма полка, 1910 год

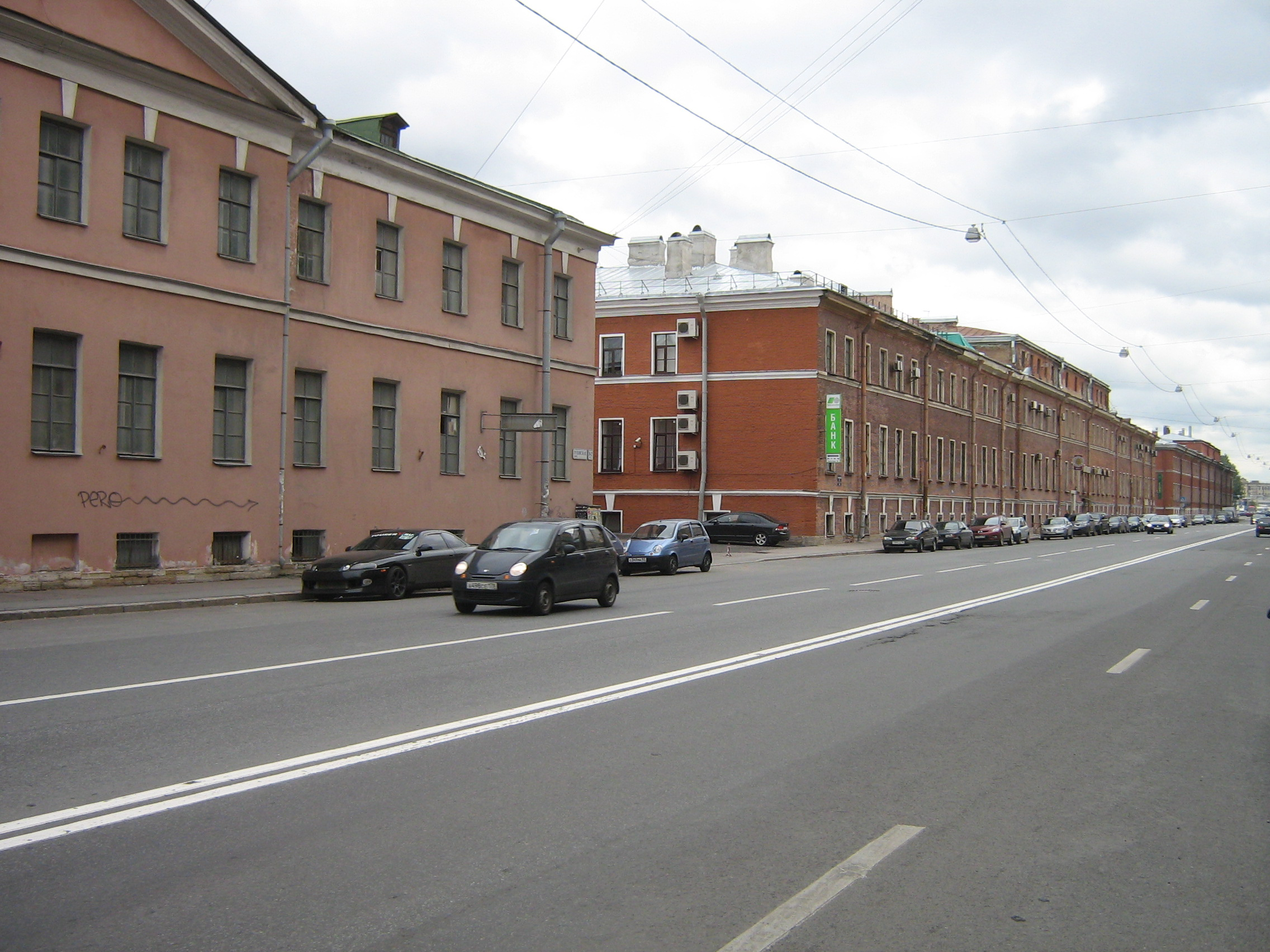
Казармы лейб-гвардии Егерского полка на Рузовской улице в Санкт-Петербурге

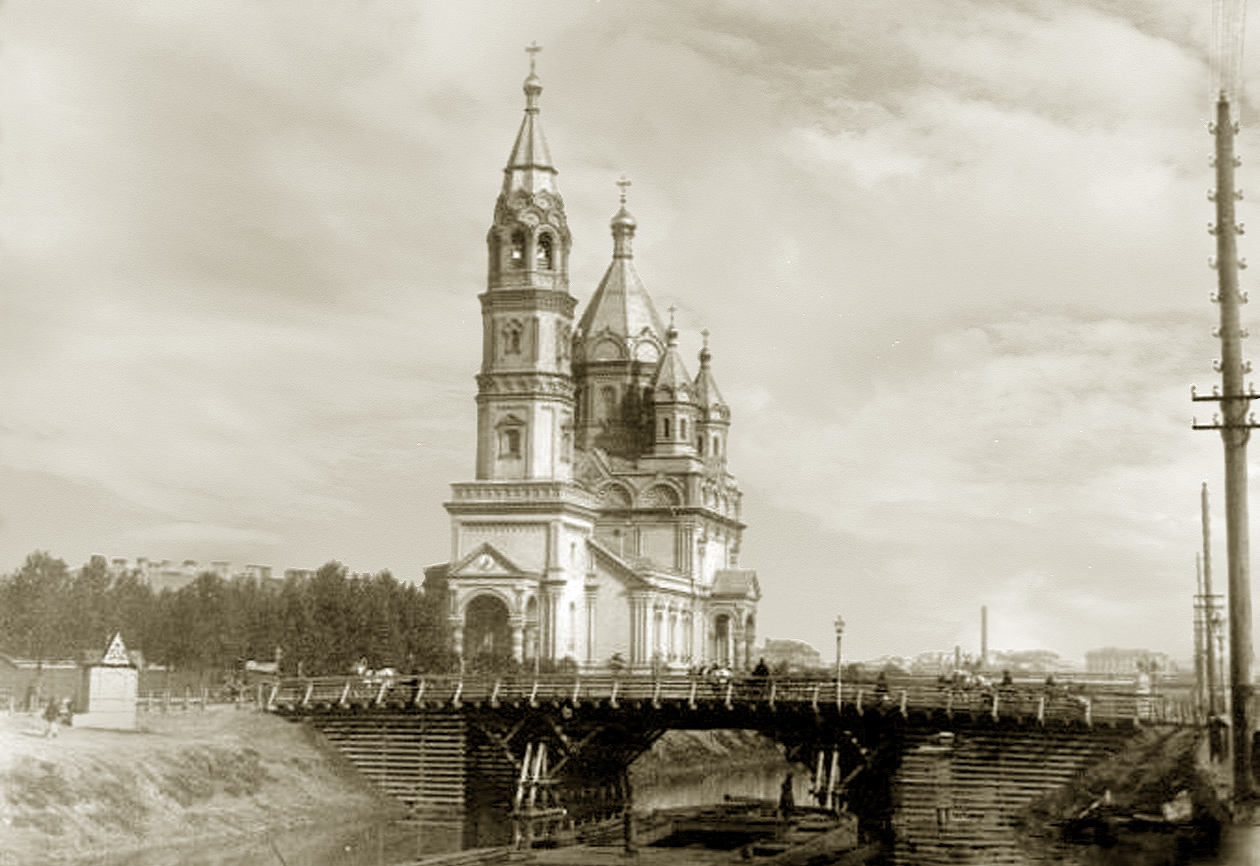
Рузовский мост и полковой храм Святого Мирония, 1900-е годы

Полк имеет своё начало от сформированной в 1792 году цесаревичем Павлом Петровичем в составе Гатчинских войск роты лёгкой пехоты, под названием Егерской, которую в конце 1793 года расформировали и собрали вновь в 1794 году. Командиром её был назначен майор Антон Михайлович Рачинский. Форма егерей отличалась от прочих Гатчинских войск зелёным камзолом.
Высочайшим приказом 9 ноября 1796 года все Гатчинские войска получили права Старой гвардии, и существовавшие в лейб-гвардии Семёновском и Измайловском полках егерские команды, вместе с Егерской ротой Гатчинских войск, образовали лейб-гвардии Егерский батальон трёхротного состава. С этого дня лейб-гвардии Егерский полк и имеет своё старшинство.
Первым командиром лейб-гвардии Егерского батальона был А. М. Рачинский, в 1800 году место его занял князь П. И. Багратион. В 1802 году Егерский батальон был увеличен на одну роту. Первым боевым делом егерей было Аустерлицкое сражение. 10 мая 1806 года лейб-гвардии Егерский батальон удвоился в своём составе и стал именоваться лейб-гвардии Егерским полком. 16 мая 1807 года полку повелели сформировать 3-й батальон. В 1809 году командиром гвардейских егерей назначили полковника К. И. Бистрома.
В 1828 году, после урона, полученного 10 сентября близ Варны при нападении турок, второй батальон сформирован заново из частей, отделённых от 13-го и 14-го егерских полков.
В 1835 году, во время освящения на полях Кульма памятника, император Николай I, желая подчеркнуть особые заслуги лейб-гвардии Егерского полка в этот день, повелел егерям праздновать свой полковой праздник 17 августа, в день Великомученика Мирона.
В 1855 году лейб-гвардии Егерский полк переименовали в лейб-гвардии Гатчинский (в связи с упразднением егерских частей), но 17 августа 1870 года, в день полкового праздника, ему вернули прежнее наименование.

## Казармы полка
Зимние «Петербургские квартиры» Егерского гвардейского полка в течение ста лет находились у Семёновского плаца. В столице Егерский полк сначала занимал семёновские казармы на Звенигородской улице (позже названные «староегерскими»), а затем переехал в специально построенные для него «новоегерские» казармы на Рузовской, дома № 14, № 16, № 18.

### Полковой храм Святого Мирония
Поскольку егеря отличались верноподданническим воспитанием и либеральные идеи почти не имели распространения в офицерской среде, полку благоволил император Николай I. На собственные средства он повелел построить для егерей полковой храм во имя святого мученика Мирония между казармами и Обводным каналом, у места слияния Обводного и Введенского каналов. Он построен в 1849—1854 годах по проекту К. А. Тона в память о победе соединённых сил русской и прусской армий над Наполеоном под Кульмом 17 августа 1813 года в день памяти святого Мирония.
Церковь была закрыта в марте 1930 года и взорвана в 1934 году. Сейчас на этом месте пустырь и автомойка.

## Боевые походы
Никогда я не видел таких отличных полков, каковы были Низовский и Ревельский пехотные, 3-й Егерский (полк Барклая-де-Толли) и Лейб-егерский батальон. Не только у Наполеона, но даже у Цезаря не было лучших воинов! Офицеры были молодцы и люди образованные; солдаты шли в сражение, как на пир: дружно, весело, с песнями и шутками.— Булгарин Ф. В. Воспоминания.

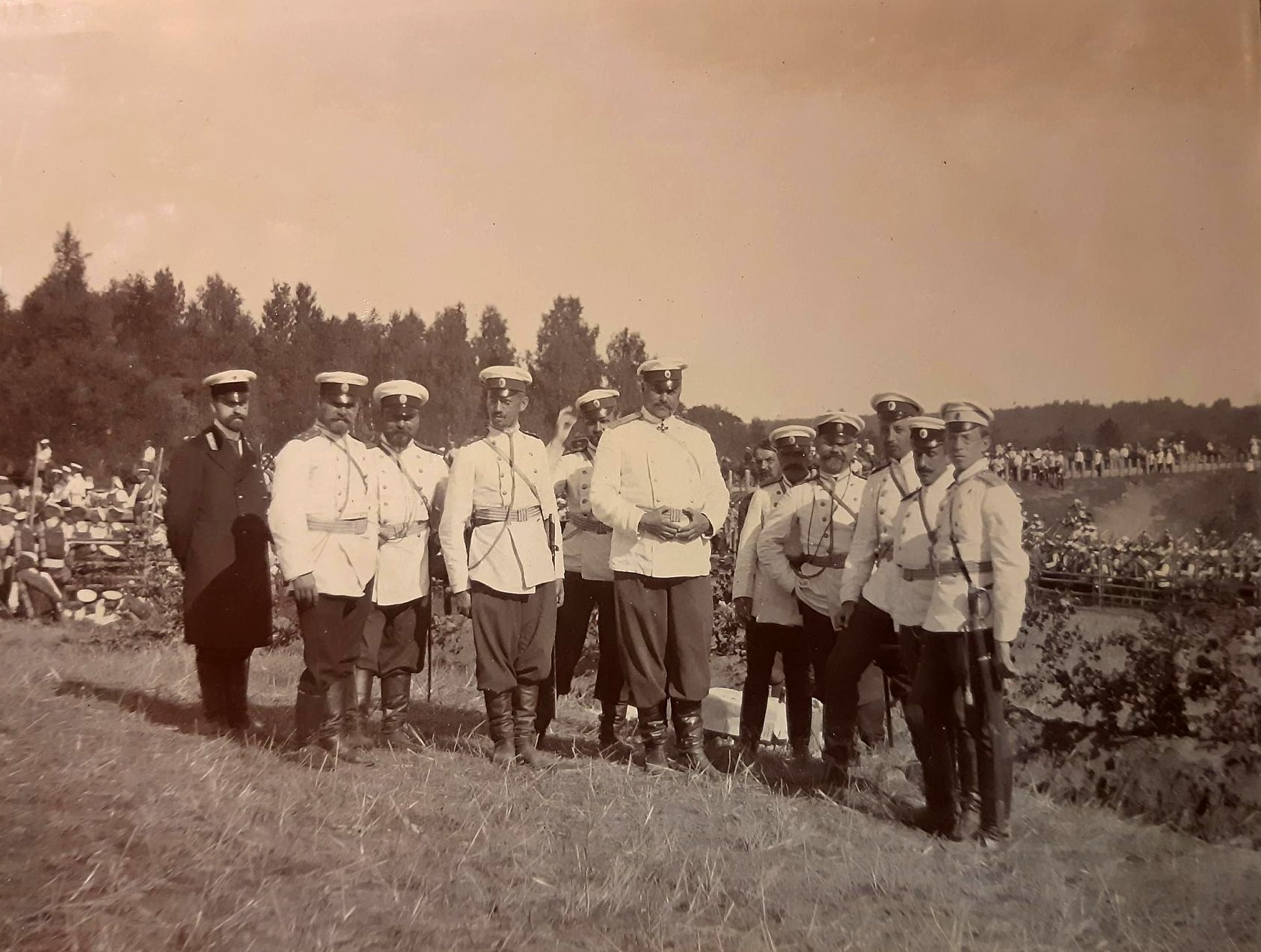
Манёвры лейб-гвардии Егерского полка. Группа офицеров (предположительно в центре командир — барон К. О. Розен). 1900 год

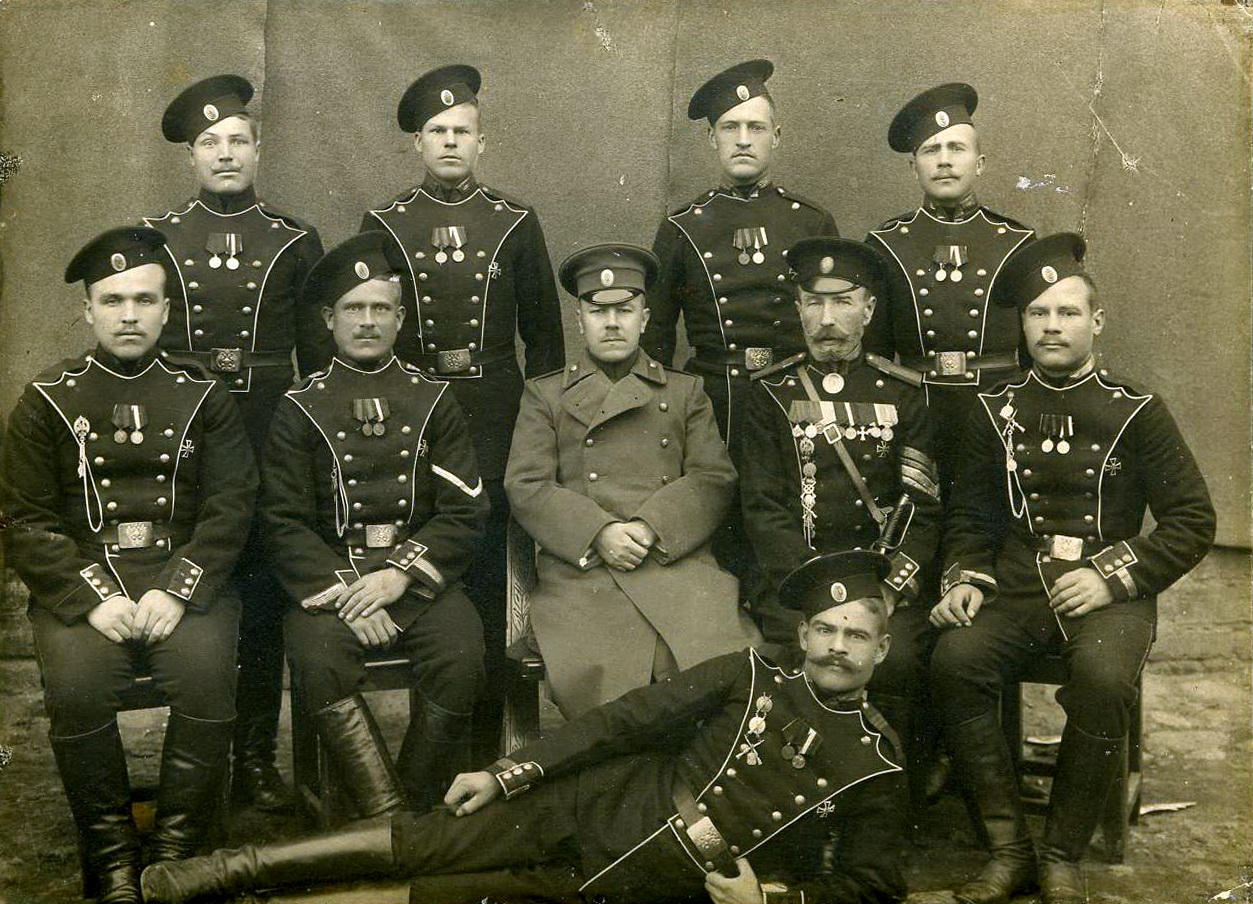
Группа военнослужащих лейб-гвардии Егерского полка (после 1913 г.). Большинство военнослужащих изображено с медалями «В память 100-летия Отечественной войны 1812 г.» и «В память 300-летия Дома Романовых» и знаком полка, также видны полковые жетоны и знаки «За отличную стрельбу», у сидящего вторым справа подпрапорщика в должности фельдфебеля с нашивками за сверхсрочную службу, кроме перечисленных медалей и знаков «За отличную стрельбу», шейная и нагрудная медали «За усердие», знак отличия ордена Св. Анны, медаль «В память коронации Императора Николая II» и иностранные награды

- 1805-07 гг. — русско-французская война:
  - 20.11.1805 г. — участвовал в сражении при Аустерлице.
  - 24.05.1807 г. — участвовал в бою при м. Ломиттен
  - 2.06.1807 г. — участвовал в сражении при Фридланде.
- 1808-09 гг. — русско-шведская война:
  - 10,15, 18.06.1808 г. — участвовал в боях при г. Куопио;
  - 15.10.1808 г. — участвовал в бою у оз. Поровеси (при д. Иденсальми)
  - 29-30.10.1808 г. — участвовал в бою под д. Иденсальми
  - 20.11.1808 г. — участвовал в занятии Улеаборге.
  - 26.02.-7.03.1809 г. — один батальон участвовал в экспедиции на Аландские о-ва в составе корпуса генерал-лейтенанта князя Багратиона.
- 1812 г. — Отечественная война:
  - 5.08.1812 г. — участвовал в сражении под Смоленском.
  - 24-26.08.1812 г. — участвовал в сражении при Бородино
  - 5.11.1812 г. — участвовал сражении в р-не Красный-Доброе.
- 1813-14 гг. — Заграничные походы:
  - 8-9.05.1813 г. — участвовал в сражении при Бауцене.

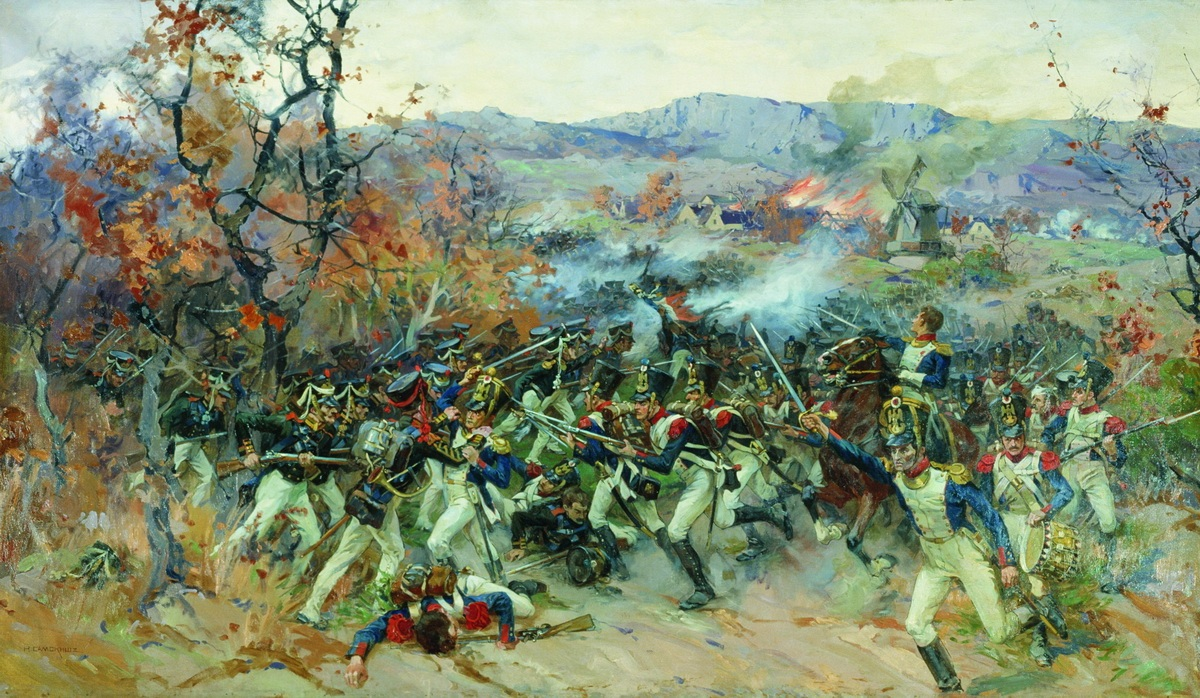
Самокиш, Николай Семёнович. Атака лейб-гвардии Егерского полка на французскую колонну у деревни Страден при Кульме 17 августа 1813 года.

  - Самокиш, Николай Семёнович. Атака лейб-гвардии Егерского полка на французскую колонну у деревни Страден при Кульме 17 августа 1813 года. 17.08.1813 г. — участвовал в сражении при Кульме.
  - 4, 6.10.1813 г. — участвовал в сражении при Лейпциге.
  - 19.03.1814 г. — вступил в Париж.
- 1828—1829 г. — русско-турецкая война: в боевых действиях участвовали 1-й и 2-й батальоны
  - 28.08.-29.09.1828 г. — участвовал в осаде и занятии кр. Варна
  - 10.09.1828 г. — участвовал в бою при Гаджи-Гассан-Лар. Из-за преступной халатности командующего отрядом, в который входили 1-й и 2-й батальоны гвардейских егерей, любимца царя, польского полковника, флигель-адъютанта графа Залусского, егеря попали в окружение и были практически полностью уничтожены превосходящими силами турок (из 700 человек в лагерь вернулось только 5 офицеров и 256 нижних чинов с Георгиевским знаменем 1-го батальона, почти все раненные). Командир полка П. А. Гартонг, два штаб-офицера и множество обер-офицеров были убиты, Георгиевское знамя 2-го батальона утеряно(как оказалось впоследствии, его разорвали на три части офицеры, чтобы оно не досталось туркам; двое погибли, третий(поручик Сабанин) попал в плен, но сохранил в неприкосновенности фрагмент знамени). По результатам проведённого следствия, оставшиеся в живых офицеры и нижние чины «за трусость и утрату батальонного знамени» указом Николая I были раскассированы по армейским полкам, хотя единственным виновником катастрофы был Залусский. 2-й батальон был заново укомплектован офицерами и нижними чинами армейских 13-го и 14-го егерских полков.
  - 14.09.1828 г. — участвовал в штурме и взятии укрепленного лагеря близ редута № 12 у кр. Варна
  - 16.09.1828 г. — участвовал в сражении под кр. Варна (при лимане Девно)
  - 18.09.1828 г. — участвовал в сражение при Куртепе.
- 1830—1831 гг. — Польский поход: в боевых действиях участвовали 1-й и 3-й батальоны
  - 4.05.1831 г. — участвовали в бою у д. Пржетице и отступлении на дд. Длугоседло и Пливки
  - 5.05.1831 г. — участвовали в бою у д. Якац
  - 8.05.1831 г. — участвовали в бою при д. Рудки
  - 9.05.1831 г. — участвовали в бою у г. Тыкочин
  - 25.08.1831 г. — охотники из полка участвовали в штурме и взятии предместья Воля и г. Варшава.
  - 26.08.1831 г. — оба батальоны участвовали в штурме и взятии предместья Воля и г. Варшава.
- 1877—1878 г. — русско-турецкая война:
  - 12.10.1877 г. — участвовал в бою при д. Телиш
  - 13-18.12.1877 г. — участвовал в переходе через Балканы
  - 23.12.1877 г. — вступил в Софию.
  - 17.01.1878 г. — 1-й и 3-й батальоны участвовали во взятии г. Кюстендиль.
- 1914—1917 гг. — Первая мировая война: участвовал в Люблинской (1914 г.), Варшавско-Ивангородской (1914 г.), Ченстохово-Краковской (1914 г.) операциях, позиционных боях под кр. Ломжа (1915 г.), боевых действиях в р-не г. Холм (1915 г.), Виленской (1915 г.), Ковельской (1916 г.), Владимир-Волынской (1916 г.) операциях, позиционных боях в р-не Свинюхинского, Квадратного лесов и леса «Сапог» на р. Стоход (1916 г.), Галицийской операции (1917 г.):
  - 20.08.1914 г. — участвовал во встречном бою у м. Владиславово
  - 24.08.1914 г. — участвовал в боях у дд. Кщонов, Гелчев
  - 25-26.08.1914 г. — участвовал в боях при дд. Зарашов, Уршулин
  - 2.09.1914 г. — участвовал в бою у пос. Кржешов.
  - 10-13.10.1914 г. — участвовал в боях под кр. Ивангород (находился в резерве)
  - 19-21.10.1914 г. — участвовал в боях в р-не д. Лагов;
  - 22.10.1914 г. — участвовал в бою у дд. Хмельник, Лагевники
  - 23.10.1914 г. — участвовал в занятии г. Пинчов на р. Нида.
  - 3-7.11.1914 г. — участвовал в боях в р-не пос. Скала — д. Сулашов
  - 11.11.1914 г. — участвовал в бою у дд. Поремба — Дзержна.
  - 12.1914-01.1915 г. — находился в резерве.
  - 5.02.1915 г. — участвовал в бою у дд. Горки, Кобылин
  - 6, 19.02.1915 г. — участвовал в боях у д. Высоке-Мале, высоты «85,0»
  - 16-18.07.1915 г. — участвовал в боях у д. Крупе
  - полк — участник Люблин-Холмской операции в июле 1915 г.[2]
  - 19-20.07.1915 г. — участвовал в боях у д. Ставок
  - 30.07.1915 г. — участвовал в бою у д. Петрилов
  - 1.08.1915 г. — участвовал в бою у с. Голешов.
  - Активно участвовал в Виленской операции в августе-сентябре 1915 г.[3][4]
  - 29.08.1915 г. — участвовал в боях у дд. Уличелы, Антонайцы
  - 30.08.-3.09.1915 г. — участвовал в боях в р-не оз. Корве — д. Крамнишки
  - 6.09.1915 г. — участвовал в бою в р-не м. Солы — д. Кзензовские Заезерцы
  - 8.09.1915 г. — участвовал в боях у оз. Рижое, дд. Антонишки, Андрежеевцы
  - 9, 13.09.1915 г. — участвовал в боях у д. Менки.
  - 16, 17, 22.09.1915 г. — участвовал в оборонительных боях в р-не м. Сморгонь.
  - 10.1915-06.1916 гг. — полк находился в резерве.
  - 15-16.07.1916 г. — участвовал в наступлении в р-не д. Райместо на р. Стоход[5]
  - 24.07.-24.08.1916 г. — находился на позиции в р-не Кухарского леса
  - 30.08.-15.09.1916 г. — находился на позиции у Свинюхинского леса.
  - 09.1916-05.1917 гг. — участвовал в позиционных боях в р-не Свинюхинского, Квадратного лесов и леса «Сапог» на р. Стоход.
  - 23.06.1917 г. — участвовал в наступлении у д. Тавотлоки.
  - 6-15.07.1917 г. — участвовал в оборонительных боях под гг. Тарнополь, Збараж.

## Внешний вид
В полк набирали невысоких, коренастых, кряжистых новобранцев.

## Шефы

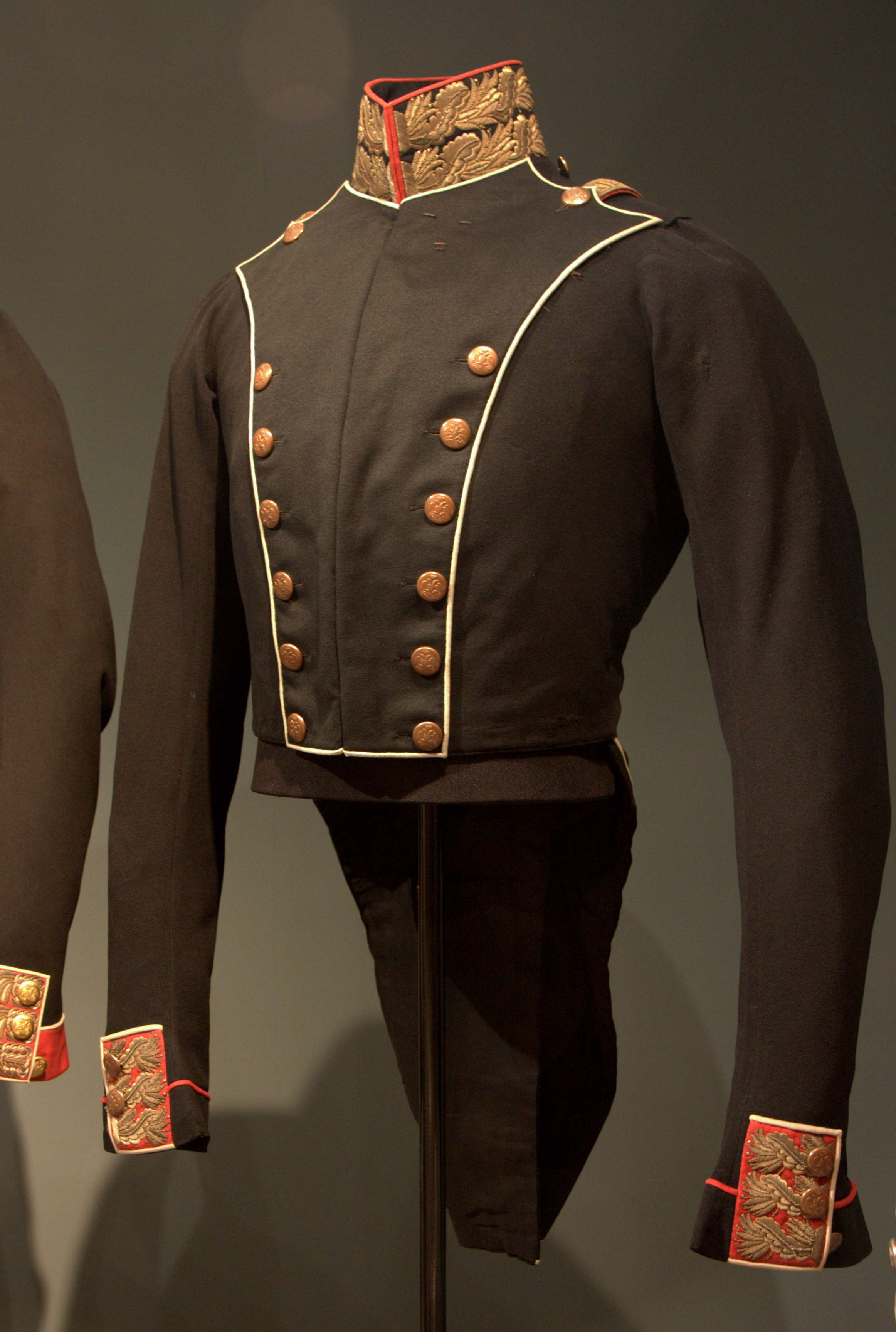
Форма императора Николая I — шефа лейб-гвардии Егерского полка

Шефы или почётные командиры:

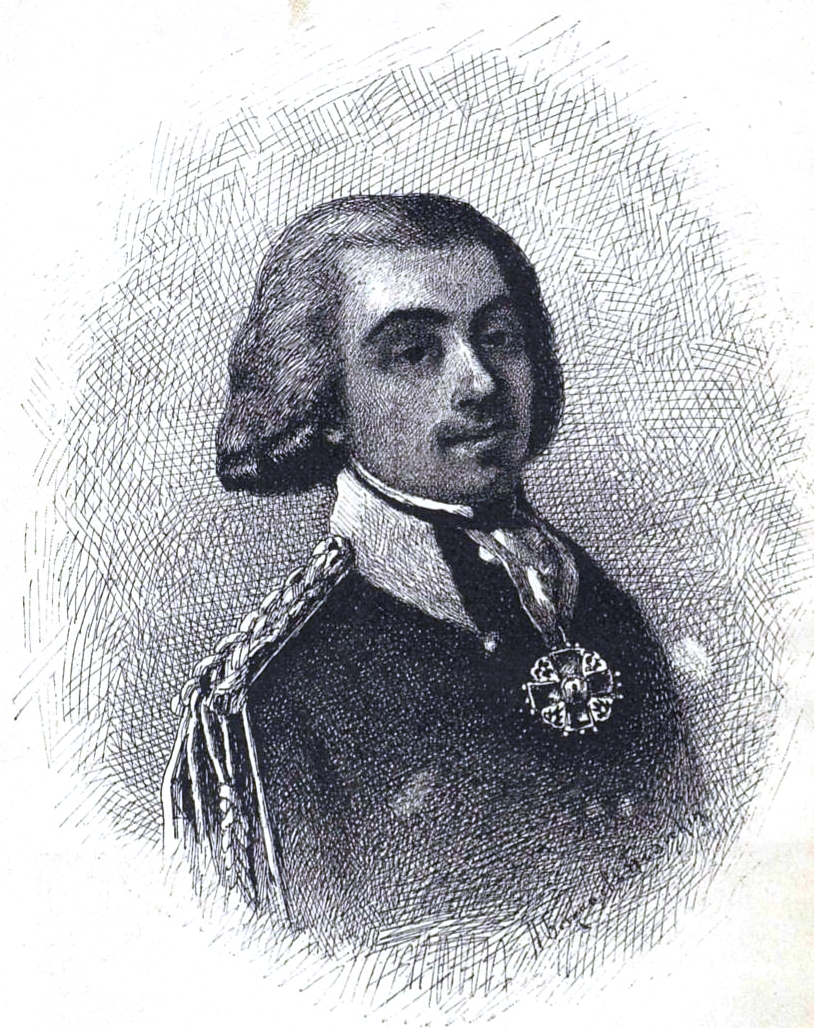
А. М. Рачинский — первый шеф лейб-гвардии Егерского полка

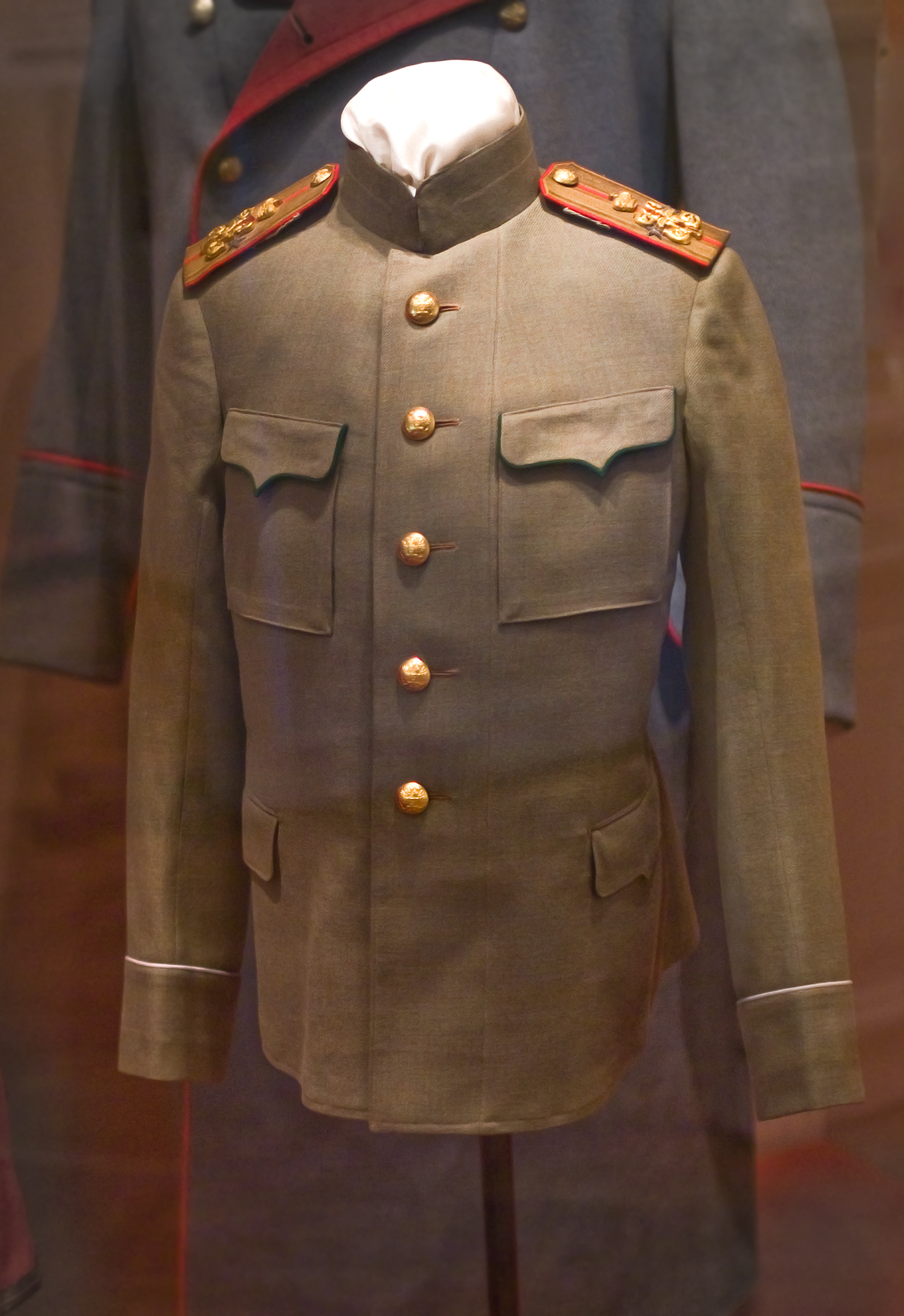
Офицерский китель лейб-гвардии Егерского полка, 1910 год
(Музей Гвардии, Санкт-Петербург)

- 09.11.1796 — 09.06.1800 — подполковник (с 31.12.1796 полковник, с 1798 генерал-майор, с 1800 генерал-лейтенант) Рачинский, Антон Михайлович
- 09.06.1800 — 12.09.1812 — генерал-майор (с 11.1805 генерал-лейтенант, с 20.03.1809 генерал от инфантерии) князь Багратион, Пётр Иванович
- 27.11.1813 — 15.06.1831 — Его Императорское Высочество Великий Князь Константин Павлович
- 25.06.1831 — 18.02.1855 — Император Николай I
- 19.02.1855 — 01.03.1881 — Император Александр II
- 02.03.1881 — 21.10.1894 — Император Александр III (с 28.10.1866 2-й шеф)
- 02.11.1894 — 04.03.1917 — Император Николай II

## Командиры
- 07.03.1805 — 19.11.1809 — полковник граф Сен-При, Эммануил Францевич
- 19.12.1809 — 29.05.1821 — полковник (с 21.11.1812 генерал-майор) Бистром, Карл Иванович
- 10.08.1821 — 14.03.1825 — генерал-майор Головин, Евгений Александрович
- 14.03.1825 — 10.09.1828[7] — полковник (с 15.12.1825 флигель-адъютант, с 25.06.1826 генерал-майор) Гартонг, Павел Васильевич
- 23.09.1828 — 28.08.1831 — генерал-майор (с 25.06.1831 генерал-лейтенант) Полешко, Степан Григорьевич[8]
- 13.09.1831 — 03.05.1833 — генерал-майор Штегельман, Павел Андреевич
- 02.04.1833 — 22.09.1841 — генерал-майор (с 16.04.1841 генерал-майор Свиты) фон Моллер, Александр Фёдорович
- 22.09.1841 — 20.03.1850 — генерал-майор Свиты барон Соловьёв, Всеволод Николаевич
- 20.03.1850 — 02.04.1855 — генерал-майор Мусницкий, Осип Осипович
- 02.04.1855 — 29.02.1856 — генерал-майор Воропай, Яков Фомич
- 29.02.1856 — 23.04.1861 — генерал-майор Ганзен, Вильгельм Васильевич
- 23.04.1861 — 25.05.1863 — генерал-майор Свиты барон фон Виллебрант, Эрнст Фёдорович
- 25.05.1863 — 06.12.1864 — полковник (с 11.09.1863 генерал-майор) Дебоа, Александр Алексеевич
- 06.12.1864 — 08.02.1868 — полковник (с 04.04.1865 генерал-майор) князь Кропоткин, Михаил Семёнович
- 13.02.1868 — 17.04.1876 — полковник (с 20.05.1868 генерал-майор) Эллис, Александр Вениаминович
- 17.04.1876 — 17.04.1880 — полковник (с 12.10.1877 генерал-майор) Челищев, Алексей Александрович
- 17.08.1880 — 04.05.1887 — генерал-майор Фрезе, Александр Александрович
- 18.05.1887 — 17.02.1891 — генерал-майор Долуханов, Хозрев Мирзабекович
- 17.02.1891 — 24.11.1894 — генерал-майор Мальцов, Иван Сергеевич
- 24.11.1894 — 20.11.1895 — генерал-майор граф Шувалов, Павел Петрович
- 28.11.1895 — 25.04.1900 — генерал-майор Чекмарёв, Андрей Иванович
- 11.07.1900 — 03.06.1903 — генерал-майор барон Розен, Константин Оскарович
- 03.06.1903 — 18.02.1906 — генерал-майор Сирелиус, Леонид-Отто Оттович
- 18.02.1906 — 10.07.1908 — генерал-майор Зайончковский, Андрей Медардович
- 10.07.1908 — 14.12.1913 — генерал-майор Яблочкин, Владимир Александрович
- 14.12.1913 — 02.02.1916 — генерал-майор Буковский, Александр Петрович
- 02.02.1916 — 10.04.1917 — полковник (с 10.04.1916 генерал-майор) Квицинский, Борис Иосифович
- 05.04.1917 — 08.09.1917 — полковник Греков, Александр Петрович
- 08.09.1917 — хх.12.1917 — полковник барон фон Штакельберг, Фёдор Иванович

## Знаки отличия

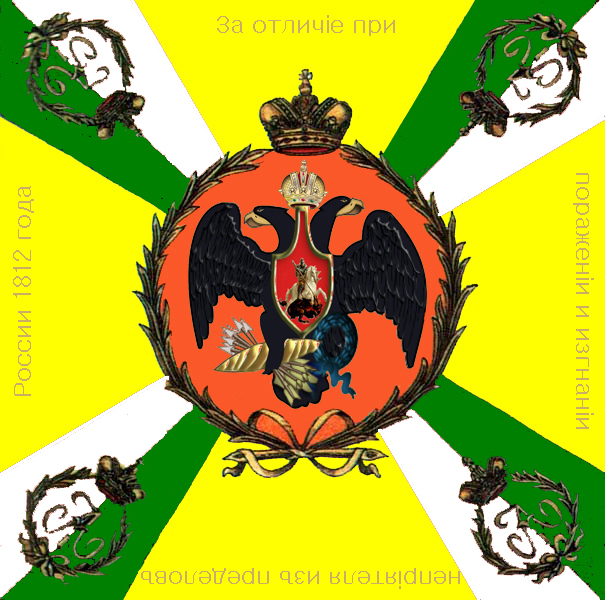
Полковое знамя 1813 года

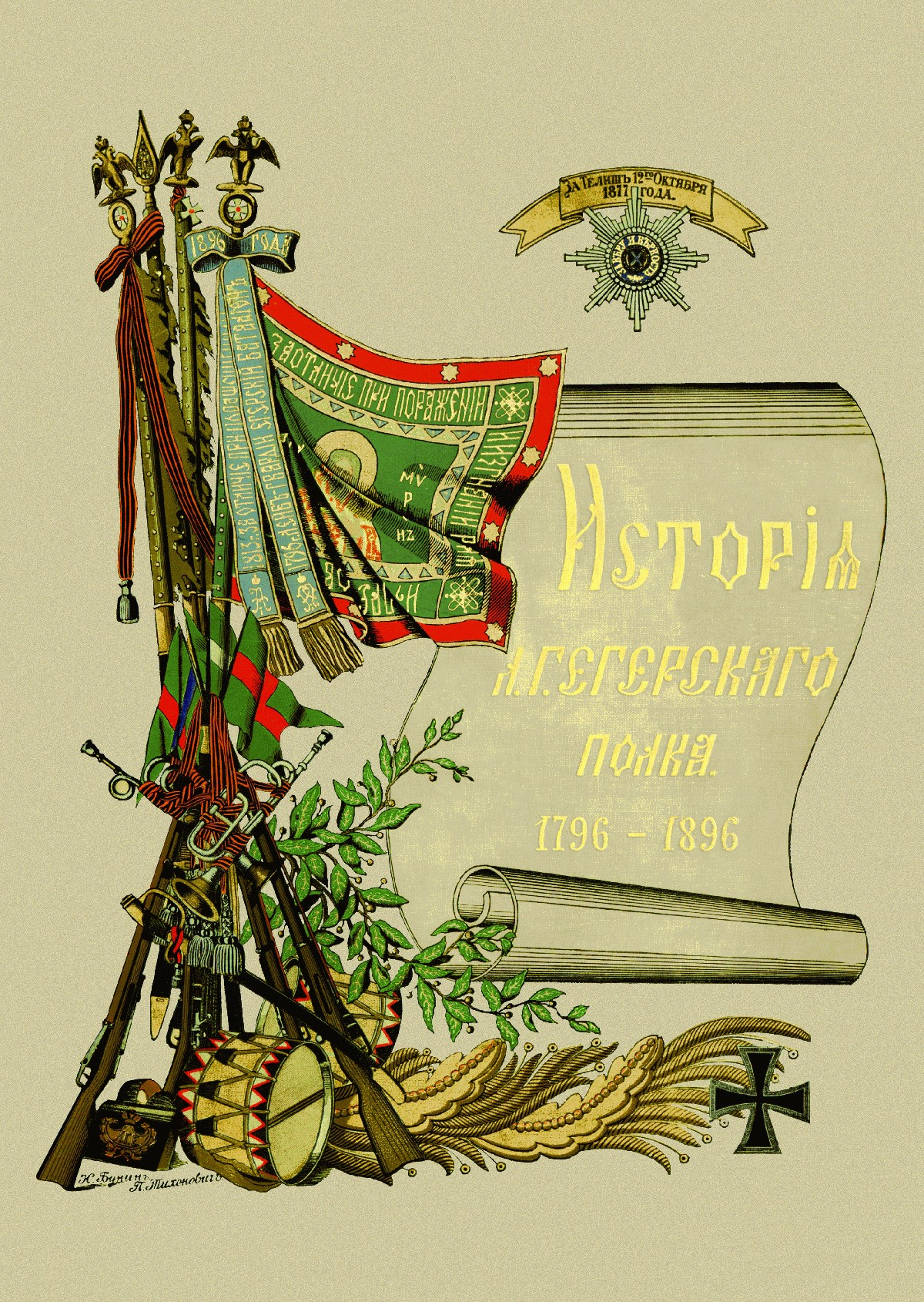
Обложка юбилейного издания «Истории Лейб-гвардии Егерского полка за сто лет. 1796—1896»

1. Георгиевское полковое знамя с надписями: «За отличие при поражении и изгнании неприятеля из пределов России 1812 г.» и «1796-1896» — с Андреевской юбилейной лентой. Высочайший приказ и грамота от 9 Ноября 1896. (Первая надпись пожалована 13 Апреля 1813.)
2. Две Георгиевские трубы с надписью: «За отличие, оказанное в сражении при Кульме 17 Августа 1813 г.» — пожалованы полку 26 Августа 1813.
3. Знаки на головные уборы с надписью: «За Телишь 12 Октября 1877 г.» — пожалованы полку 30 Сентября 1878 взамен знаков с надписью: «За отличие в Турецкую войну 1877 и 1878 годов», пожалованных Высочайшим приказом 17 Апреля 1878 года.

## Известные люди, служившие в полку
- Антонов, Алексей Иннокентьевич — генерал армии, член Ставки ВГК, начальник Генерального штаба в 1945—1946 годах, первый начальник Штаба Объединённых вооружённых сил стран ОВД.
- Арбузов, Алексей Фёдорович — генерал от инфантерии, участник Наполеоновских войн.
- Армсгеймер, Иван Иванович — капельмейстер, известный композитор
- Баиов, Алексей Константинович — генерал-лейтенант, русский военный историк.
- Баратынский, Евгений Абрамович — поэт.
- Батюшков, Константин Николаевич — поэт и прозаик.
- Баумгартен, Николай Карлович — генерал, участник русско-турецкой войны 1828—1829 гг., военный педагог.
- Бологовский, Яков Дмитриевич — действительный статский советник, губернатор Лифляндской, Енисейской и Вологодской губерний.
- Василий Босоногий (настоящее имя — Василий Филиппович Ткаченко) — наиболее известный российский странник конца XIX — начала XX века.
- Врангель, Карл Карлович — генерал от инфантерии, командующий войсками Киевского военного округа.
- Гарф, Евгений Георгиевич — генерал-лейтенант, начальник Главного управления казачьих войск, начальник канцелярии Военного министерства, член Военного совета Российской империи.
- Геруа, Борис Владимирович — генерал-майор, участник Первой мировой войны, белоэмигрант.
- Гильденштуббе, Александр Иванович — генерал от инфантерии, командующий войсками Московского военного округа.
- Граббе, Михаил Павлович — генерал, участник Крымской войны, Кавказских походов и русско-турецкой войны 1877—1878 гг.
- Каховский, Пётр Григорьевич — декабрист.
- Квицинский, Онуфрий Александрович — генерал, участник Крымской войны.
- Кологривов, Алексей Семёнович — генерал-майор, участник Наполеоновских войн.
- Кондратович, Киприан Антонович — генерал от инфантерии, герой русско-японской войны.
- Кривцов, Николай Иванович — капитан лейб-гвардии Егерского полка, герой Отечественной войны 1812 года
- Линдфорс, Фёдор Фёдорович — генерал-майор, участник русско-турецкой войны 1828—1829 гг.
- Мацнев, Михаил Николаевич — генерал-майор, участник Наполеоновских войн.
- Нестеров, Пётр Петрович — генерал-лейтенант, герой Кавказской войны.
- Нотбек, Владимир Васильевич — генерал от инфантерии.
- Овандер, Василий Яковлевич — генерал-лейтенант, участник Наполеоновских войн.
- Окунев, Гавриил Семёнович — генерал-майор, участник Наполеоновских войн.
- Павлов, Иван Петрович — генерал от инфантерии по армейской пехоте, член Военного Совета.
- Полешко, Степан Григорьевич — генерал-лейтенант, начальник 2-й гренадерской дивизии, участник Отечественной войны 1812 года.
- Ридингер, Александр Карлович — генерал-майор, участник Наполеоновских войн.
- Рихтер, Борис Христофорович — генерал-лейтенант, участник Наполеоновских войн.
- Сазонов, Фёдор Васильевич — генерал-майор, участник Наполеоновских войн.
- Самоцвет, Феофил Матвеевич — генерал от инфантерии, участник Крымской войны 1853—1856 гг.
- Степанов, Пётр Александрович — генерал от инфантерии, Царскосельский комендант.
- Тутаев, Илья Павлович — с 1916 года до начала революции, герой Гражданской войны
- Хилков, Михаил Иванович — министр путей сообщения.
- Чекмарёв, Иван Гаврилович — генерал-лейтенант, участник Кавказских походов, военный педагог и журналист.
- Чибисов, Никандр Евлампиевич — советский генерал-лейтенант, Герой Советского Союза, в 1914—1917 годах воевал в полку от рядового до штабс-капитана.
- Шанявский, Альфонс Леонович — золотопромышленник.
- Шаховской, Иван Леонтьевич — генерал от инфантерии, член Государственного совета Российской империи.
- Штейнгель, Вячеслав Владимирович — генерал от инфантерии, военный историк.
- Щербачёв, Дмитрий Григорьевич — генерал от инфантерии, участник Гражданской войны

## Галерея фотографий памятников русским егерям в Болгарии

Памятные надгробия погибшим егерям под Телиш в 1877 году
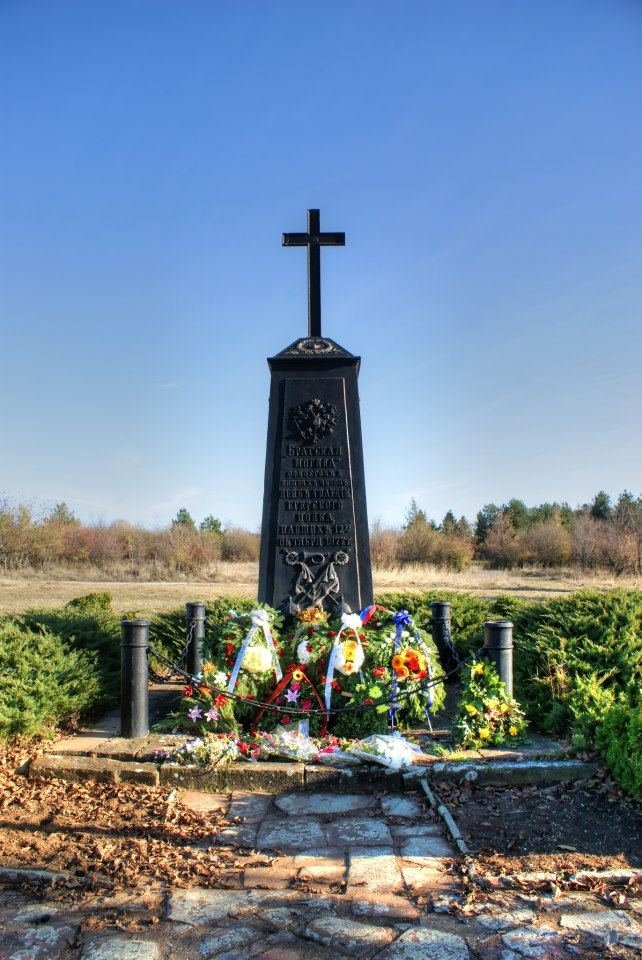
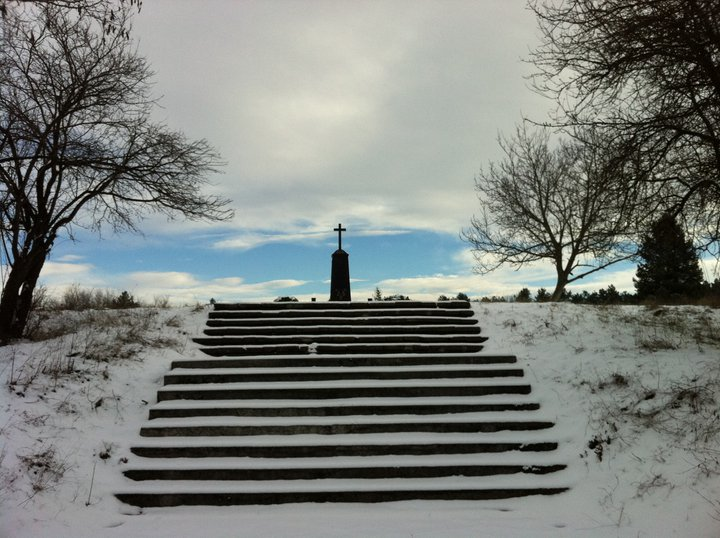
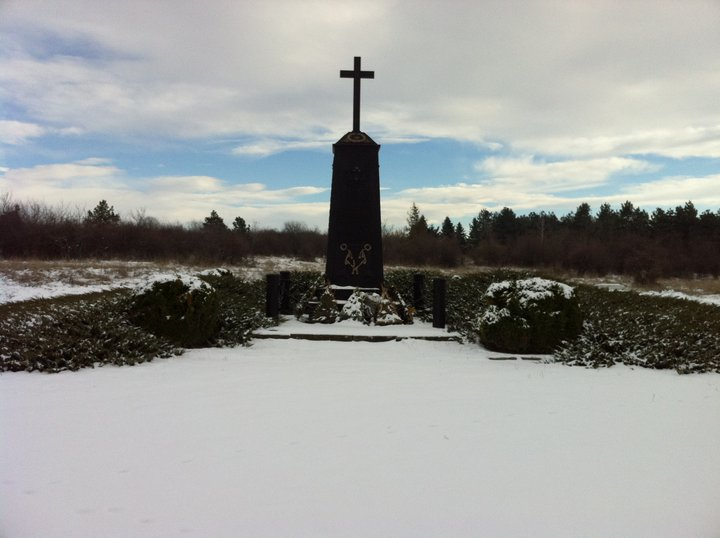
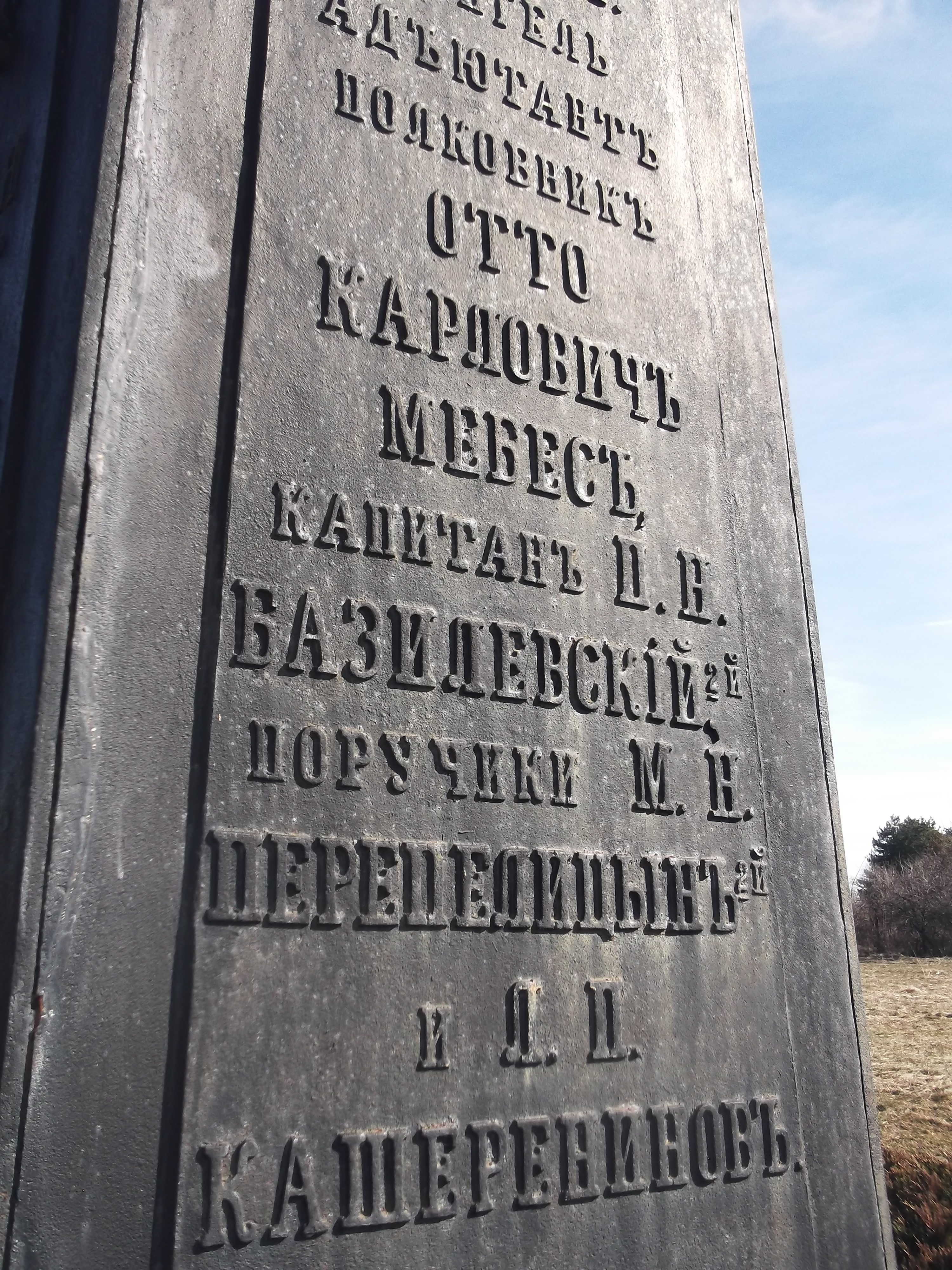
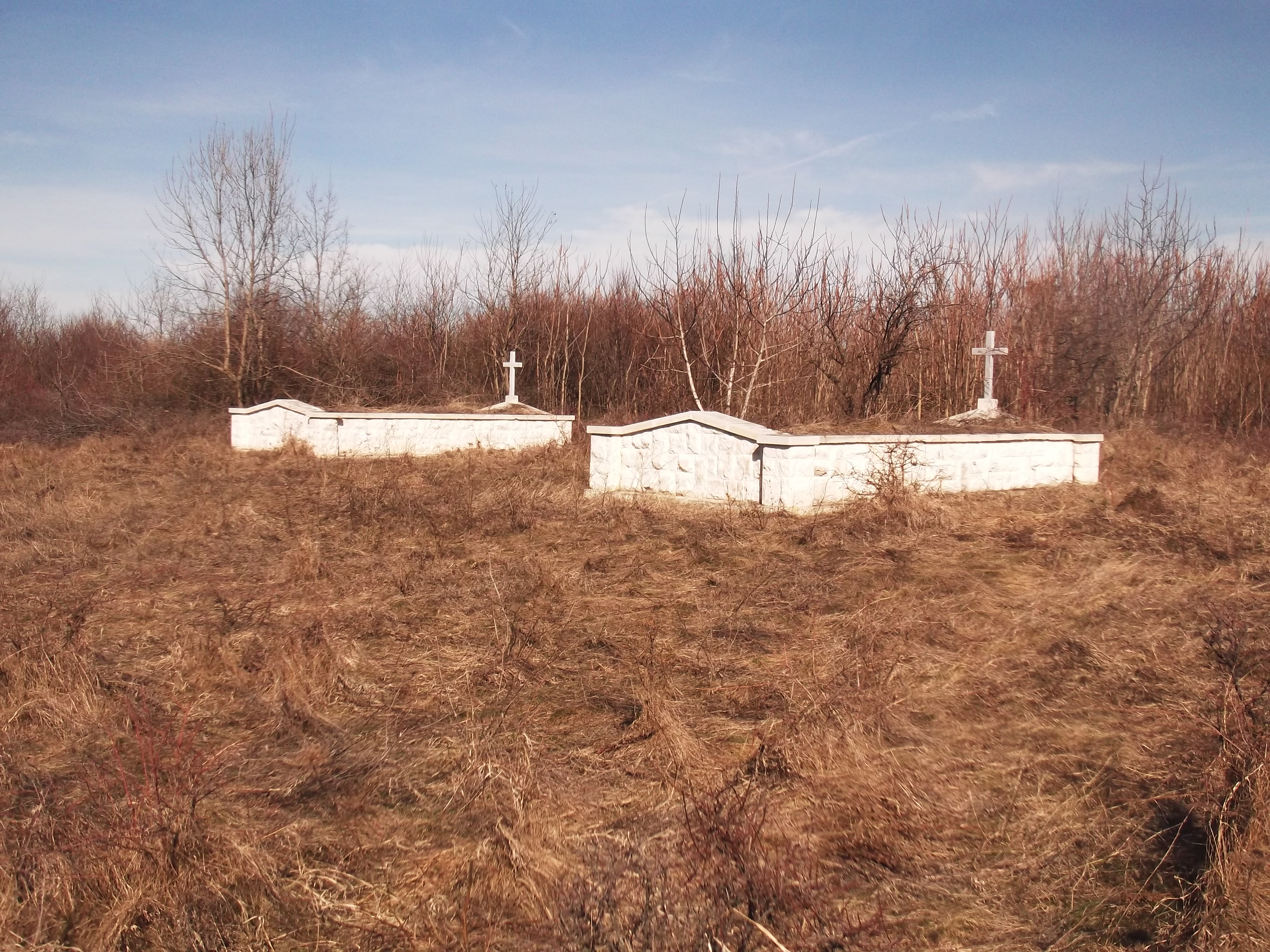
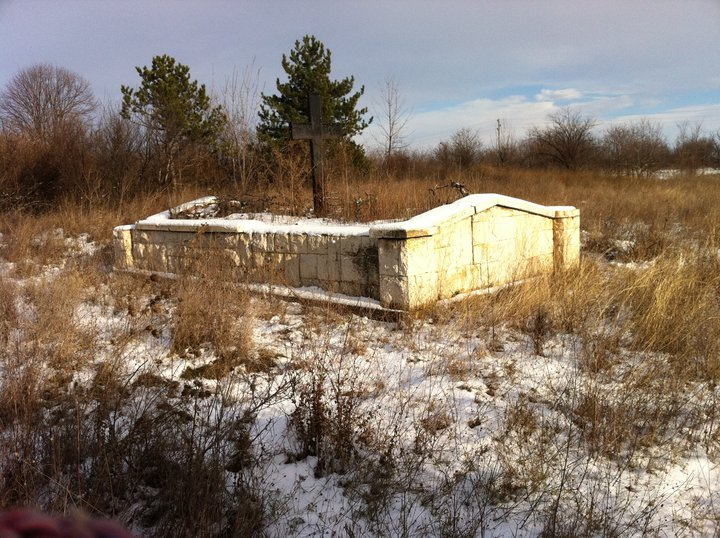
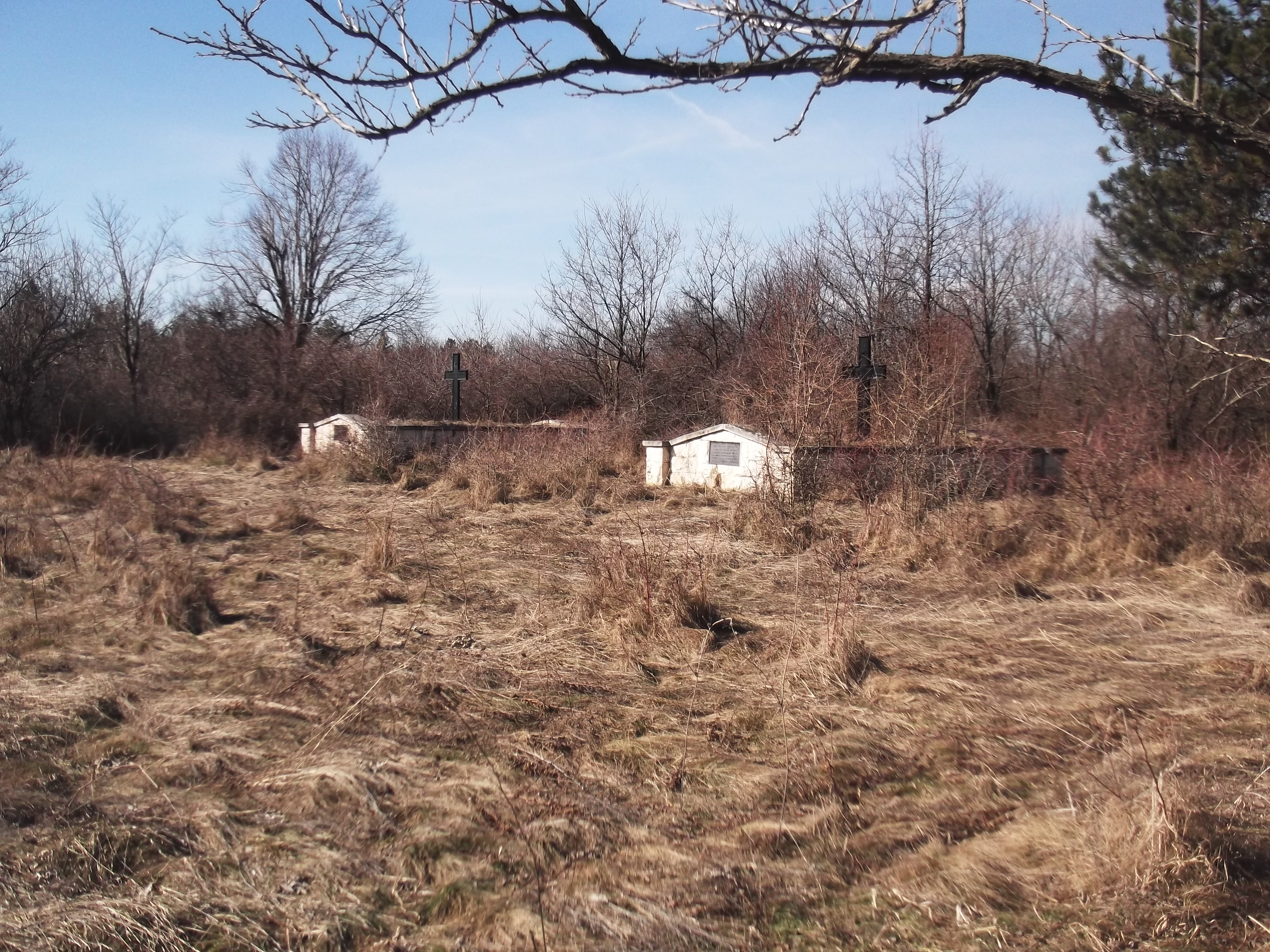
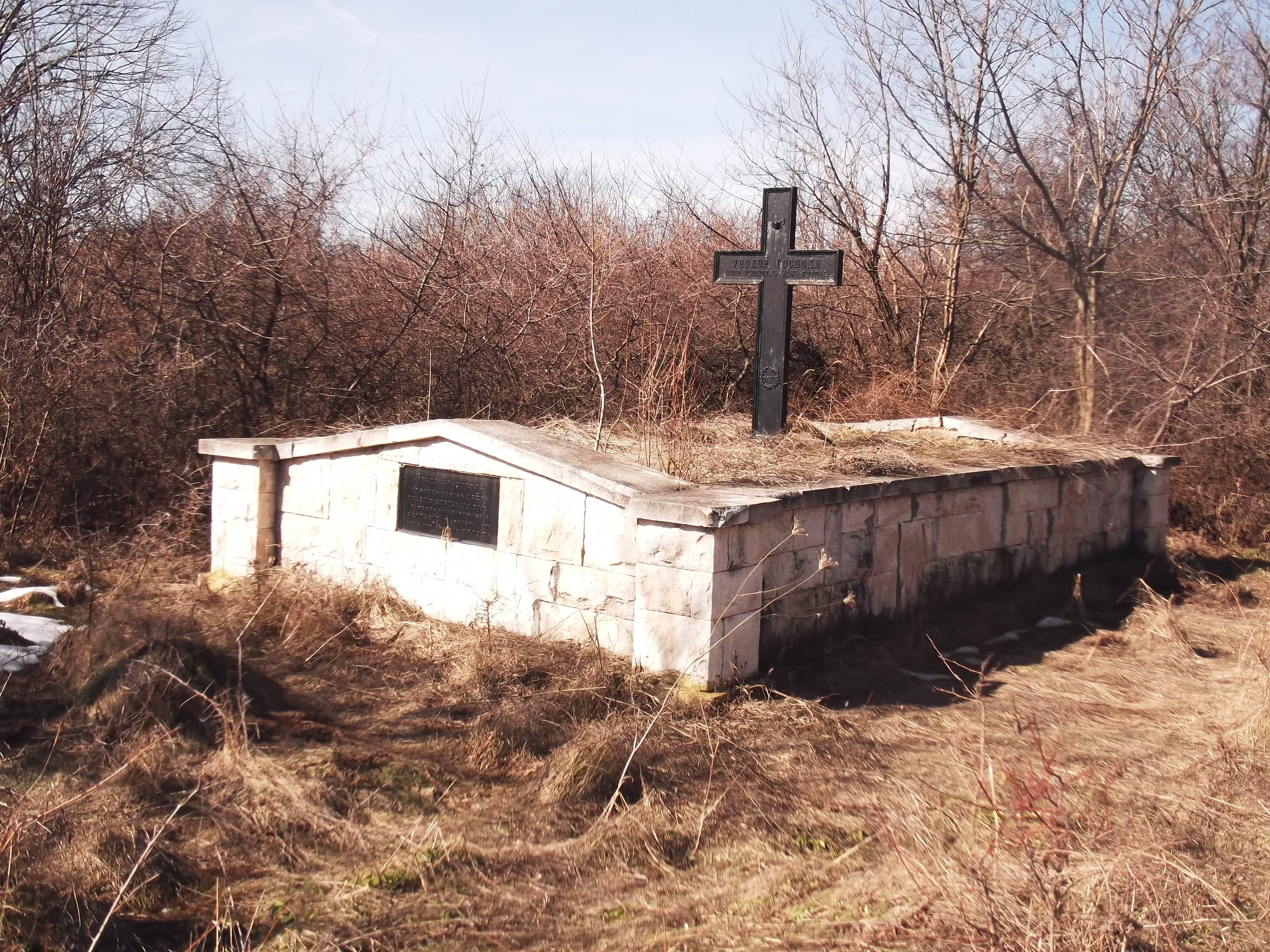